# St. Magdalena (Hausbach)

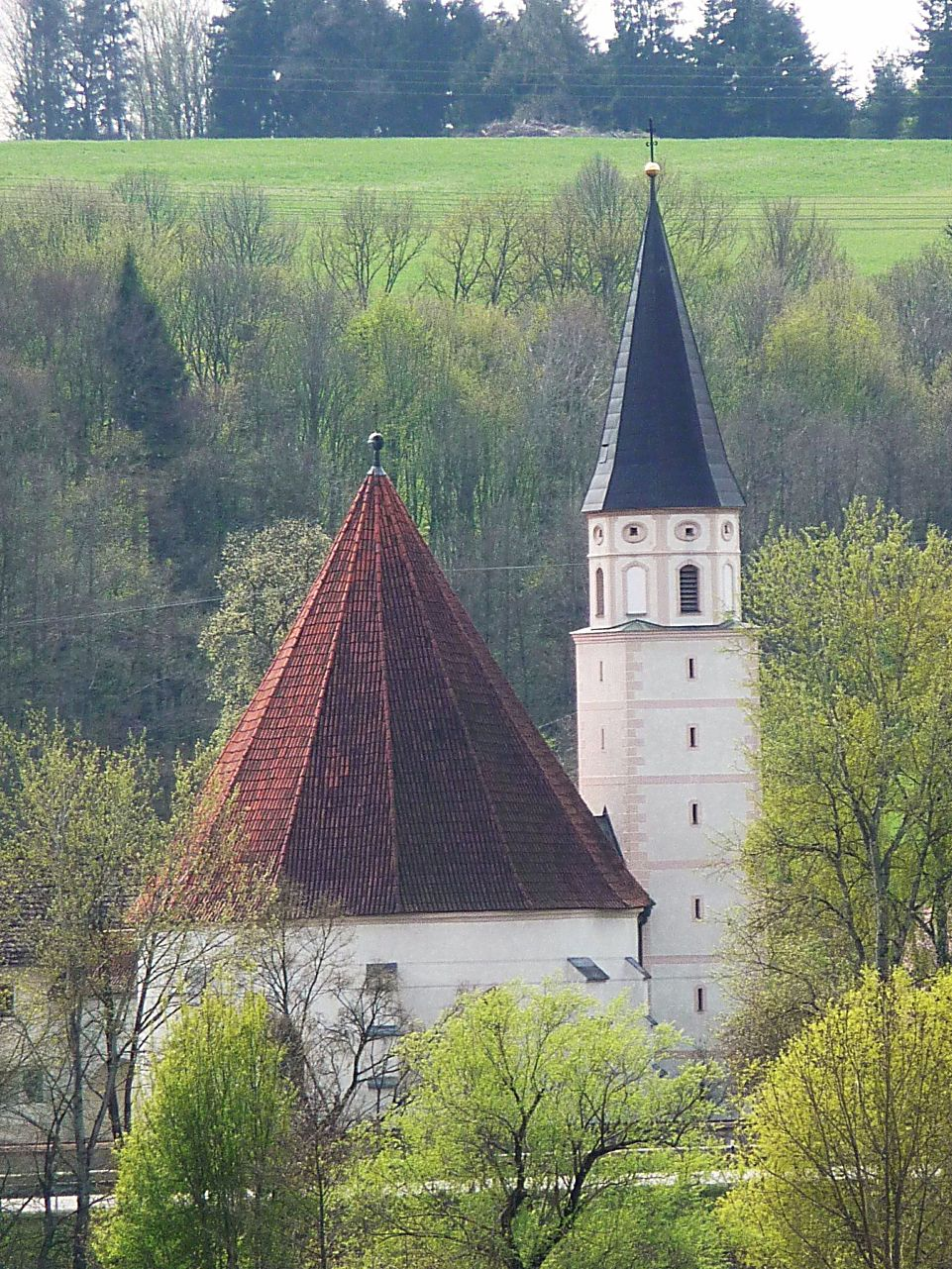
St. Magdalena (Hausbach)

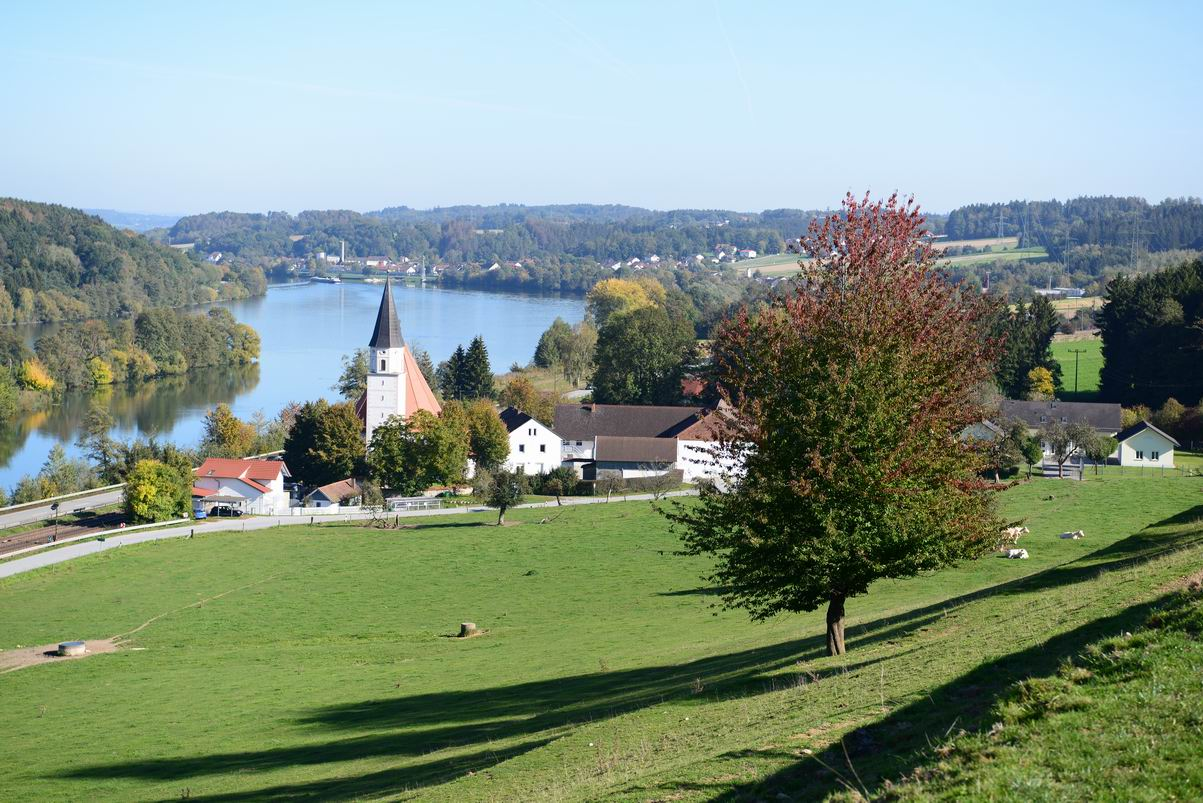
Lage in der Landschaft

Die römisch-katholische Filialkirche St. Magdalena ist eine spätromanische, gotisch eingewölbte Rundkirche im Ortsteil Hausbach von Vilshofen an der Donau im niederbayerischen Landkreis Passau. Sie gehört zur Gemeinde St. Johannes der Täufer Vilshofen im Dekanat Vilshofen des Bistums Passau.

## Geschichte
Die Kirche ist einsam an der Donau gelegen und als Rundkirche erbaut, wofür es bisher noch keine gesicherte Erklärung gibt. Möglicherweise wurde sie durch den Ortenburger Grafen Heinrich I. († 1241) gegründet, der nach seiner nachgewiesenen Pilgerfahrt in das Heilige Land den Bau als Nachbildung der Grabeskirche in Jerusalem konzipiert haben soll. Möglich ist auch eine Verbindung zu einem Pilgerspital, das von Johannitern betreut wurde. Urkundlich ist nur die Verbindung zum Johanniterorden 1311 gesichert. Die Hypothesen wurden von Chlodwig Groß aufgestellt und im Dehio-Handbuch übernommen. Das ursprüngliche Marienpatrozinium kommt mehrfach bei romanischen Rundkirchen vor, so zum Beispiel bei der Marienkapelle auf der Festung Marienberg in Würzburg.

## Architektur
Die romanische Umfassungsmauer wird seit dem spätgotischen Umbau durch ein hohes achteckiges Zeltdach abgeschlossen. Das Bauwerk mit einem Durchmesser von 14,6 Metern erhielt im 13. oder 14. Jahrhundert eine Erhöhung um 1,8 Meter und die Spitzbogenfenster. Die nordseitigen Strebepfeiler und das Gewölbe gehen auf das 15. Jahrhundert zurück. Der westlich vorgebaute Turm gehört dagegen im Kern vermutlich dem 17. Jahrhundert an. Er wurde mit einer flachen Putzgliederung von 1741 versehen und erhielt später den heutigen Spitzhelm. Der Sakristeianbau auf der Südseite ist nachmittelalterlich. Ab 2016 waren umfangreiche Sanierungsarbeiten am Dach und am Putz erforderlich, um die Feuchtigkeit im Bau zu reduzieren.
Das Innere ist ein Einstützenraum, dessen Gewölbe von einem Mittelpfeiler getragen wird. Wandpfeiler mit gedrückten Spitztonnen überführen den romanischen runden Raum zu einer Gewölbefigur, die aus einem achtteiligen Rippenstern entwickelt ist. Die Rippen entwickeln sich kämpferlos aus dem Mittelpfeiler. An den Wandpfeilern werden die Rippen von zierlichen, polygonalen Konsolen aufgenommen.
Der Raum wird aus zwei bevorzugten Figuren spätgotischer Architektur – Oktogon und Stern – gebildet. Zugunsten der symbolischen Bedeutung dieser Raumgestalt wurden die funktionellen Anforderungen an den Kirchenbau zurückgestellt. Durch den Pfeiler in der Raummitte wird die freie Sicht und die freie Standortwahl für den Besucher eingeschränkt. Auch gibt es keine Orientierung durch ein Altarhaus. Ähnliche Eigenschaften zeigen die gleichzeitigen Dreistützenräume wie die Kirche in Tettenweis und zweischiffige Räume wie in Aigen am Inn.

## Ausstattung
Der Hochaltar ist laut dem Wappen des Gemäldes in der Predella 1670 entstanden und zeigt dort die verstorbene Maria Magdalena, im Hauptbild Maria Magdalena als Büßerin. Im Altarauszug ist eine Kopie des Passauer Gnadenbilds Mariahilf dargestellt. Die in stämmiger oktogonaler Form gemauerte Kanzel stammt aus dem 16. Jahrhundert. In einer weiteren Nische ist ein Gemälde der Heiligen Kümmernis von 1730 zu finden.